# Пикенс, Фрэнсис Уилкинсон
Фрэнсис Уилкинсон Пикенс (англ. Francis Wilkinson Pickens; 7 апреля 1805?1807?  –    25 января 1869 года) американский политик-демократ. Губернатор Южной Каролины на момент, когда этот штат стал первым, объявившим о выходе из состава Соединенных Штатов . 
Двоюродный брат сенатора США Джона К. Кэлхуна. Пикенс был выходцем из южной аристократической плантаторской семьи.
Он был горячим сторонником отмены федеральных тарифов, когда работал в Палате представителей Южной Каролины,. Затем был избран в Конгресс США, а позднее в сенат штата. Пикенс оставался горячим сторонником расширенного толкования прав штатов.
Будучи губернатором штата во время кризиса в Форт-Самтер, он санкционировал стрельбу по кораблю, доставлявшему грузы в осажденный гарнизон северян, а также обстрел форта.
После войны именно Пикенс представил ходатайство об отмене Ордонанса о сецессии Южной Каролины.

## Ранний период жизни. Карьера
Пикенс родился в Тогаду, приход Сент-Пол, в округе Коллетон, штат Южная Каролина. В разных источниках приводятся разные даты рождения - 7 апреля 1805 года или 7 апреля 1807.  На надгробии Пикенса написан 1807 год 
Он был сыном бывшего губернатора штата Эндрю Пикенса Мадшего и внуком генерала Эндрю Пикенса, героя Войны за независимость и экс-конгрессмена США . Его матерью была Сюзанна Смит Уилкинсон. Двоюродным братом его бабушки был сенатор из Южной Каролины Джон Кэлхун. Зять Пикенса, Мэтью Батлер, был генералом Конфедерации и сенатором США, сыном конгрессмена Уильяма Батлера (1790-1850).
Пикенс происходил из состоятельного семейства. Согласно переписи 1860 года, его недвижимое имущество оценивалось в 45 400 долларов США (что эквивалентно примерно 1 247 000 долларов США сегодня), другое имущество — 244 206 долларов США (около 6 768 000 долларов США сегодня). Ему также принадлежали 276 рабов.
Пикенс получил образование в Франклинском колледже (в настоящее в составе Университета Джорджии ) в Атенс, штат Джорджия, и в колледже Южной Каролины в Колумбии.
В 1827 году он покинул колледж, не окончив его, а 18 октября 1828 года женился на Марагрет Элизе Симкинс. Он продолжил изучать право частным образом при помощи отца своей жены и 2 декабря 1827 года году он был принят в коллегию адвокатов. 
Пикенс вступил в Демократическую партию и служил в палате представителей штата Южной Каролины в 1832–1834, став известным как горячий сторонник признания недействительным действия федеральных законов. В качестве председателя подкомитета он представил доклад, в котором отрицал право Конгресса США на какой-либо контроль над штатами.
Пикенс служил в Конгрессе США в качестве представителя от Южной Каролины с 1834 по 1843 год. С 1844 по 1846 год он был членом сената штата Южная Каролина.
Президент Джеймс К. Полк предложил ему должность посланника в Великобритании, а президент Джон Тайлер - посланника во Франции, но в тот период он отказался от дипломатической карьеры.
В 1850 году Пикенс был делегатом Нэшвиллской конвенции. Дважды овдовев, 26 апреля 1856 года он женился на Люси Петкэй Холком (1832–1899), а в 1859 году она родила дочь, Душку Пикенс.
11 января 1858 года Президент США Джеймс Бьюкенен назначил Пикенса посланником США в Российской империи. 18 июля 1858 года он вручил верительные грамоты; проработав на этой должности до 9 сентября 1860 года, он был отозван. Пикенс и его жена успели за это время подружиться с императором Александром II.

## Гражданская война в США
В бытность Пикенса губернатором Южной Каролины (1860–1862) штат отделился от США и потребовал капитуляции федеральных фортов в гавани Чарльстона. Он решительно выступал за отделение южных штатов, но сам не подписывал Ордонанс о сецессии Южной Каролины, как сообщается в некоторых источниках. Он протестовал против перевода майора Роберта Андерсона из Форта Молтри в Форт Самтер, и предложил выкупить форт у Соединенных Штатов в рамках справедливого урегулирования обязательств и долгов, так как считал, что Союз по факту распался.
9 января 1861 года губернатор Пикенс санкционировал обстрел  парохода «Звезда Запада», который доставлял припасы осажденному гарнизону Роберта Андерсона. В письме от 12 января 1861 года Пикенс потребовал от президента Бьюкенена, чтобы тот сдал Форт Самтер, потому что: «это владение входит в противоречие с достоинством и безопасностью штата Южная Каролина». Он также одобрил последующий обстрел форта Самтер.

## Поздний период
Пикенс был членом конституционного конвента Южной Каролины, созванного в сентябре 1865 года, вскоре после завершения Гражданской войны. Он был одним из более чем 100 делегатов со всего штата, многие из которых были представителями элиты Южной Каролины. Пикенс представил ходатайство об отмене Ордонанса о сецессии Южной Каролины, произнеся короткую речь, встреченную молчанием, что было заметным контрастом в сравнении с той радостью, с которой приветствовали сам Ордонанс.  Газета Charleston Courier писала:
«Мы, делегаты народа штата Южная Каролина, на общем Конвенте, где мы собрались, постановляем: Ордонанс, принятый на Конвенте 20 декабря 1860 года о выходе этого штата из Федерального Союза, считать отмененным».
Согласно репортажу газеты New York Times, «этот пассаж был принят в тишине - поразительным образом наводит на мысль, когда вспоминали, какими драматическими аплодисментами сопровождалось провозглашение Ордонанса о сецессии». 
Предложение было принято 105 голосами против 3 (против проголосовал делегаты от округа Барнуэлл). По мнению историка Фрэнсиса Батлера Симкинса, Пикенс был противником бездействия.
«Южная Каролина не станет испаряться, разбухать, хвастливо расхаживать, бушевать, угрожать или вести себя отвязно», - сказал Пикенс.-  Она просит нас перевязать ее раны и полить их маслом мира» ".
Пикенс скончался в Эджфилде, штат Южная Каролина, и был похоронен на Кладбище Уиллоу-Брук в Эджфилде.